# Ковальов Юрій Володимирович (білоруський футболіст)
Юрій Володимирович Ковальов (біл. Юрый Уладзіміравіч Кавалёў, рос. Юрий Владимирович Ковалёв, нар. 27 січня 1993, Бєлиничі) — білоруський футболіст, півзахисник «Оренбурга» та національної збірної Білорусі.

## Кар'єра

### Клубна
Навчався в спеціальному футбольному класі Мінського суворовського училища, а по його закінченні з 2010 року виступав за дубль солігорського «Шахтаря».
У 2013 році став гравцем основної команди, зазвичай виходив на заміну на позицію флангового півзахисника. У першій половині 2014 року рідко з'являвся в основі, але влітку став частіше з'являтися у складі, нерідко став виходити і в старті. У підсумку зумів відзначитися трьома гольовими передачами в чемпіонаті.
В грудні 2014 року продовжив контракт з «гірниками». Сезон 2015 починав, переважно виходячи на заміну, а з липня зумів закріпитися в стартовому складі. У жовтні отримав травму, від якої відновився лише в самому кінці сезону. У грудні 2015 року на два роки продовжив контракт із солігорським клубом.
Взимку 2020 став гравцем тульського «Арсенала».
Влітку 2021 перейшов до складу «Оренбурга».

### Міжнародна
Виступав за молодіжну збірну Білорусі.
З 2017 виступає за національну збірну Білорусі.

## Досягнення
- Срібний призер чемпіонату Білорусі: 2012, 2013, 2016
- Бронзовий призер чемпіонату Білорусі (2): 2014, 2015
- Володар Кубка Білорусі: 2014, 2019

## Статистика виступів
| Сезон | Дивізіон | Клуб   | Країна | Матчі | Голи |
| ----- | -------- | ------ | ------ | ----- | ---- |
| 2010  | дубль    | Шахтар |        | 12    | 0    |
| 2011  | дубль    | Шахтар |        | 11    | 1    |
| 2012  | дубль    | Шахтар |        | ?     | 7    |
| 2013  | Д1       | Шахтар |        | 20    | 0    |
| 2014  | Д1       | Шахтар |        | 19    | 0    |
| 2015  | Д1       | Шахтар |        | 21    | 2    |